# Ligne 2 du tramway de Nantes
Ne doit pas être confondu avec Ligne T2 du tram-train de Nantes.
Pour les articles homonymes, voir Ligne 2.
La ligne 2 du tramway de Nantes est une ligne du réseau de transports en commun de Nantes Métropole exploitée par la Semitan.
Lancée le 7 septembre 1992 et inaugurée le 26 septembre 1992, la ligne 2 permet, sur un axe nord-sud, de relier les villes d'Orvault, Nantes et Rezé.
La ligne a assuré le déplacement de 18,7 millions de voyageurs en 2009, soit une moyenne de 79 800 voyageurs par jour. Pour la période 2014/2015, 94 000 voyages par jour ont été effectués sur la ligne.

## Histoire

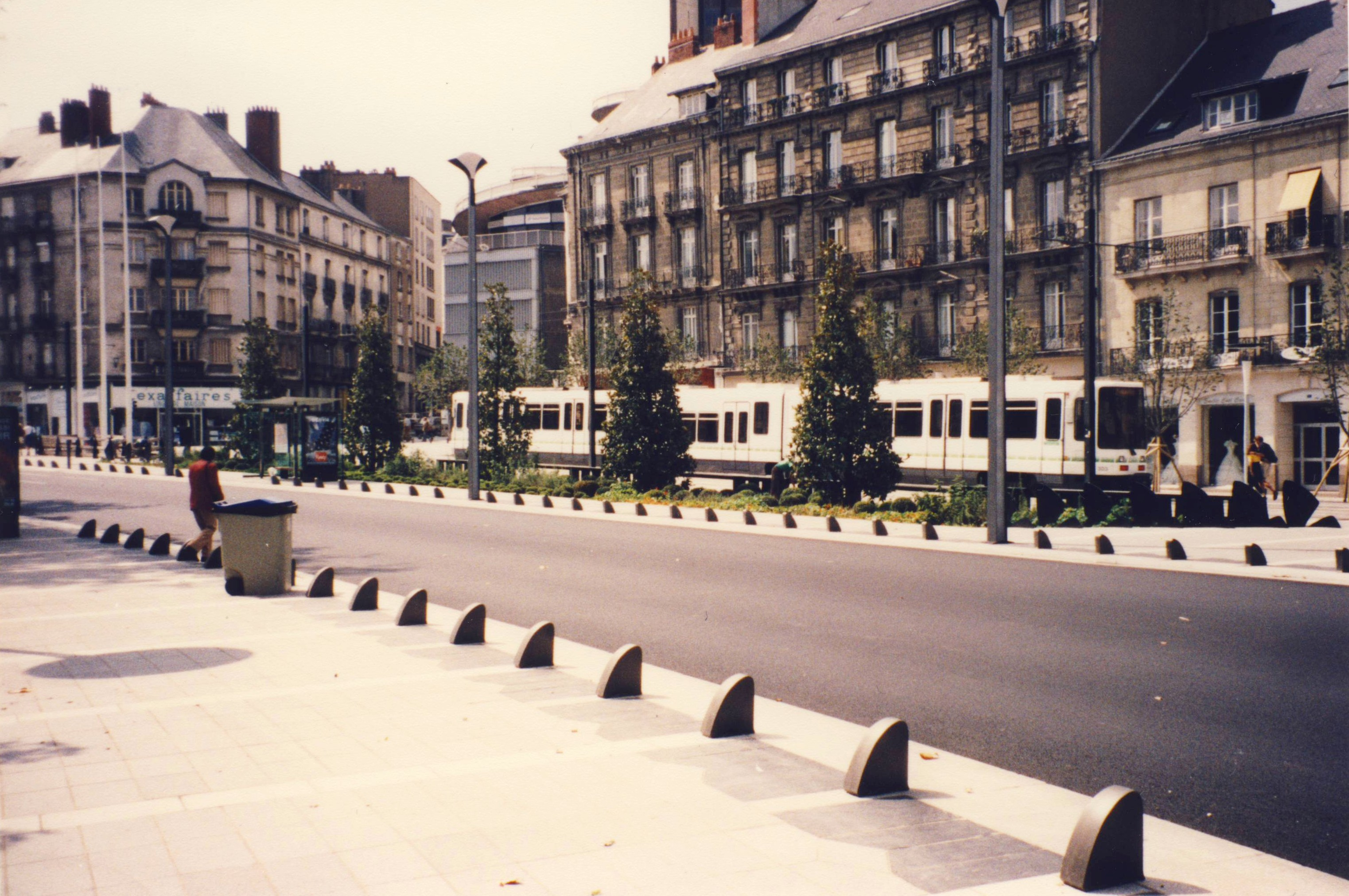
Le cours des 50-Otages en 1993.

Après le succès de la ligne 1, Nantes Métropole décide, vers la fin des années 1980, de se doter d'une seconde ligne nord-sud, afin notamment de reconquérir le centre-ville en passant par le cours des 50-Otages.
Les travaux de cette nouvelle ligne ont également permis de reconfigurer le cours des 50-Otages, passant d'un large boulevard dévolu à la circulation automobile à une voie en zone 30 dont une partie serait prise par la ligne 2. Au total, 30 000 m2 d'espace public ont été reconfigurés.
Les premières rames circulent à partir du 7 septembre 1992 : elles relient Trocardière à Commerce, puis 50 Otages à partir du 19 décembre 1992, après la fin des derniers travaux. Pour l'anecdote, les rames ont arboré de grands nœuds verts à l'avant lors du lancement de la ligne. Cette nouvelle ligne est inaugurée le 26 septembre 1992 par Jean-Louis Bianco, alors Ministre des Transports.

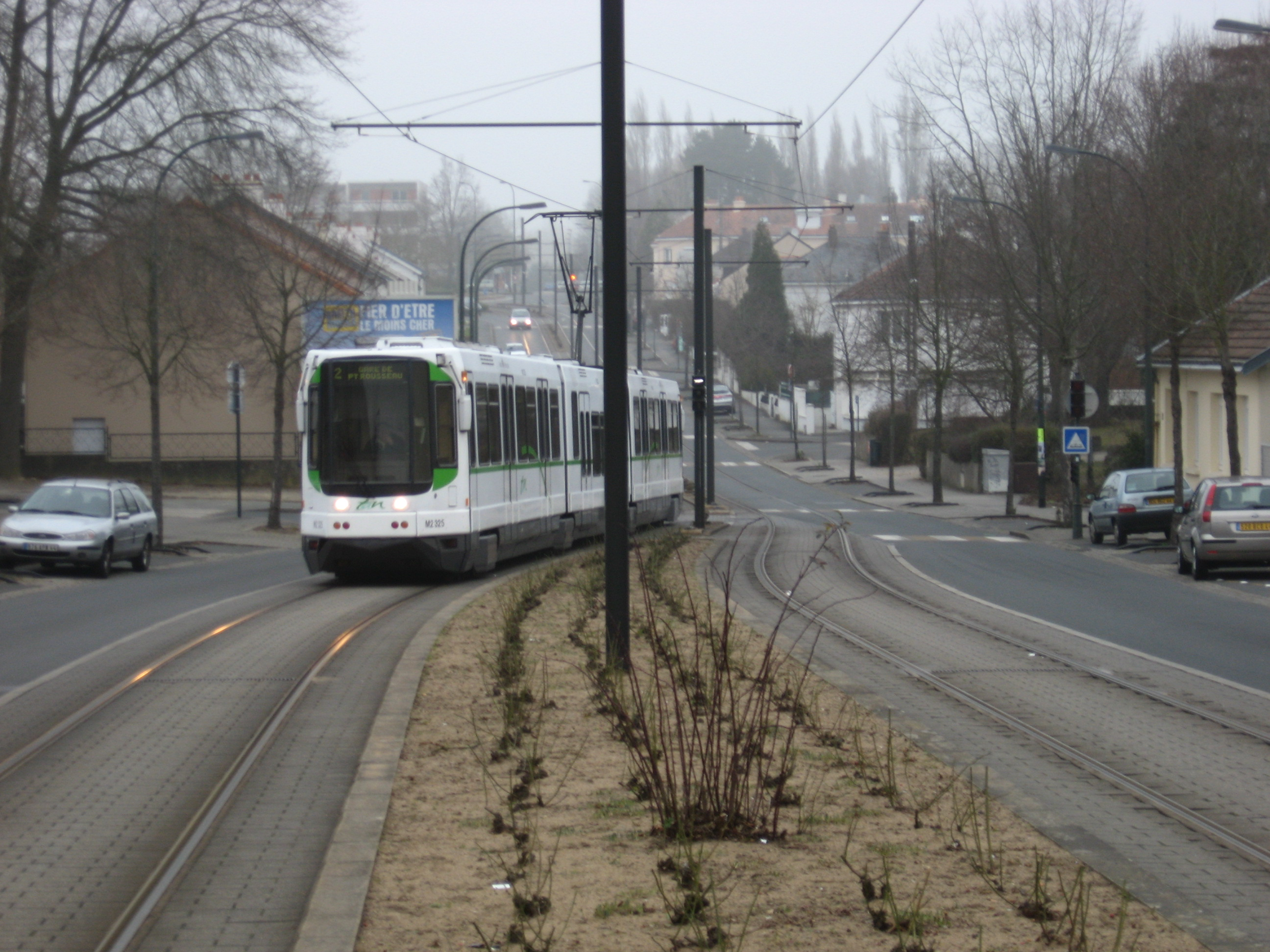
Une TFS arrivant à la station Boissière.

Après de longs travaux, un nouveau tronçon reliant 50 Otages et École Centrale ─ Sup de Co (actuel École Centrale ─ Audencia) en 10 minutes est inauguré le 3 septembre 1993 puis mis en service le 6 septembre.
En 1994, le tronçon École Centrale ─ Sup de Co ↔ Orvault ─ Grand Val ouvre progressivement, avec un premier prolongement jusqu'à Bourgeonnière ouvert le 14 mars, puis jusqu'à Orvault et le nouveau terminus le 29 août. Ce nouveau tronçon est inauguré le 3 septembre 1994.
Le 29 août 2005, la ligne 2 est prolongée au sud jusqu'au nouveau terminus Neustrie afin de desservir la commune de Bouguenais. Ce nouveau tronçon est inauguré le 3 septembre 2005.
Le 27 août 2007, la ligne 2 étant l'une des plus fréquentées de France et donc fréquemment saturée aux heures de pointe, les lignes 2 et 3 sont interverties au sud-Loire afin de la raccourcir : la ligne 3 reprend l'itinéraire de la ligne 2 jusqu'à Neustrie, et cette dernière est limitée au nouveau terminus Gare de Pont-Rousseau, initialement prévu pour la ligne 3.

## Infrastructure

### La ligne

Logo de la ligne.

La ligne 2 du tramway de Nantes emprunte les sections suivantes :
- Gare de Pont Rousseau ↔ Commerce, ouverte le 7 septembre 1992, à l'occasion de la mise en service de la ligne (la station Gare de Pont Rousseau a été ouverte le 27 août 2007 lors de l'inversion des lignes 2 et 3 au sud-Loire) ;
- Commerce ↔ 50 Otages, ouverte le 19 décembre 1992, à l'occasion du premier prolongement de la ligne ;
- 50 Otages ↔ École Centrale ─ Audencia, ouverte le 6 septembre 1993, à l'occasion du second prolongement de la ligne ;
- École Centrale ─ Audencia ↔ Bourgeonnière, ouverte le 14 mars 1994, à l'occasion du troisième prolongement de la ligne ;
- Bourgeonnière ↔ Orvault ─ Grand Val, ouverte le 29 août 1994, à l'occasion du quatrième et avant-dernier prolongement de la ligne[Note 1].

### Les terminus réguliers

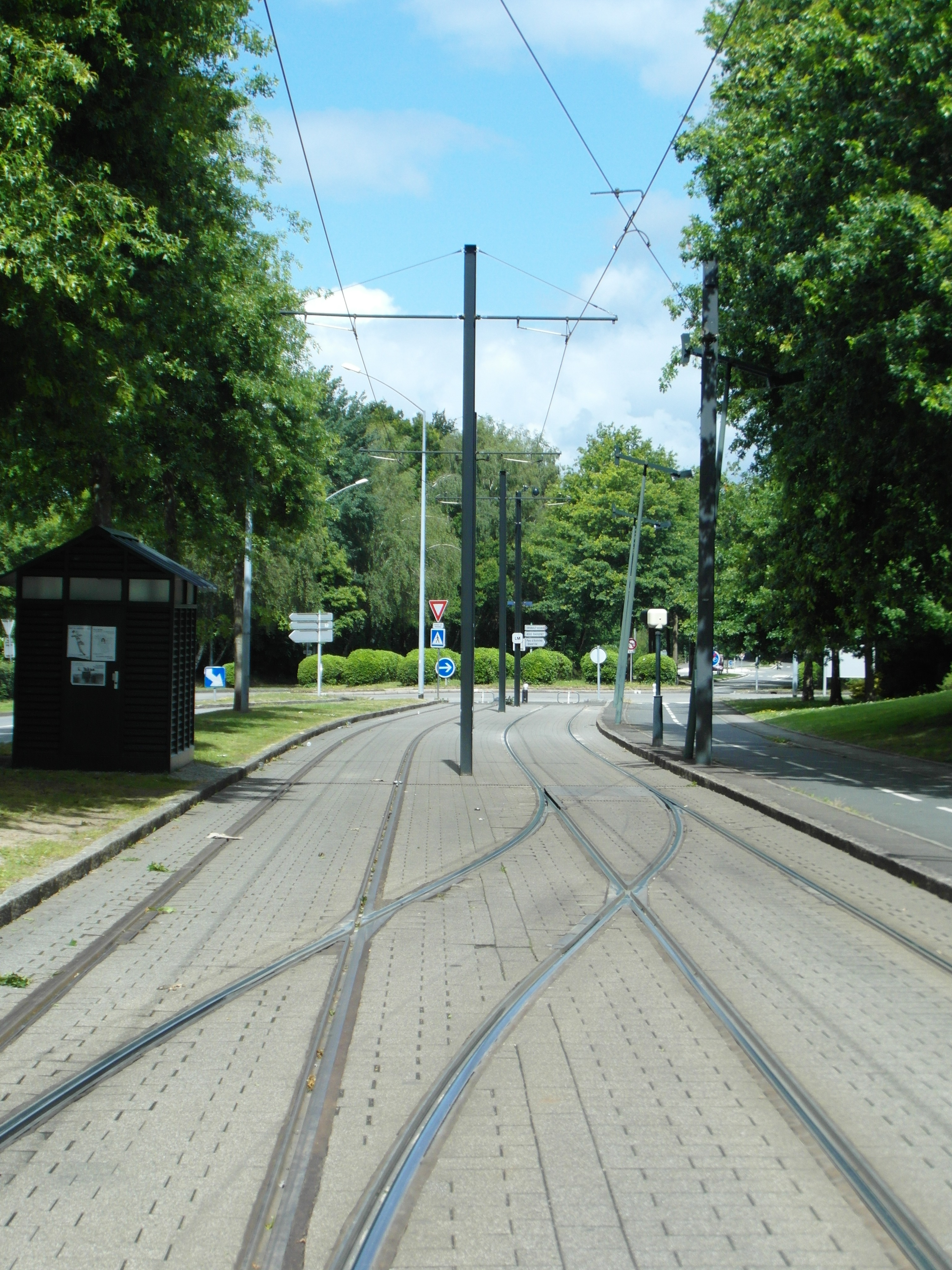
L'aiguillage après le terminus Orvault ─ Grand Val.

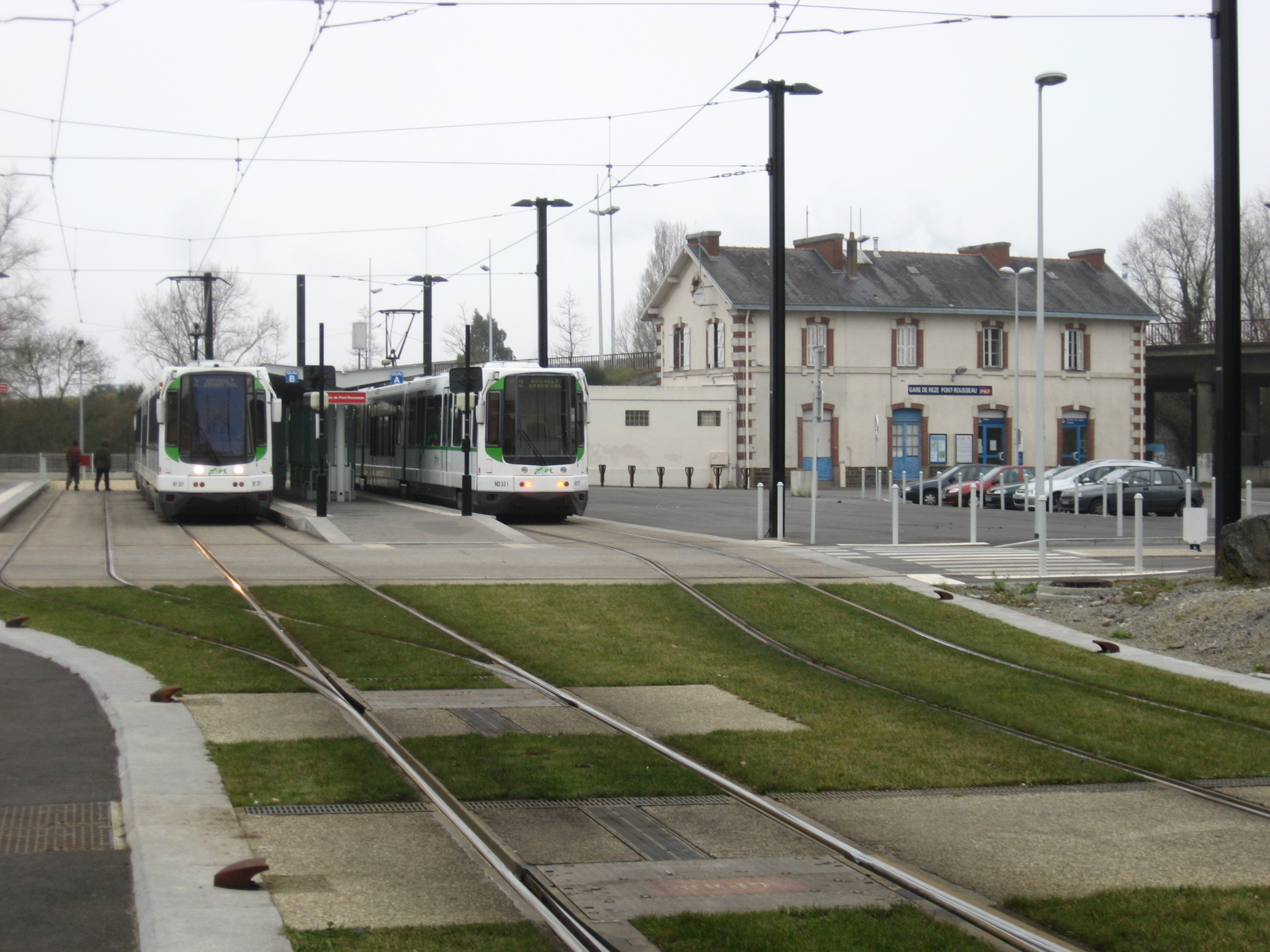
Le terminus Gare de Pont Rousseau.

La ligne 2 compte deux terminus principaux :
- La station Orvault ─ Grand Val, qui constitue le terminus le plus au nord de la ligne, est composée de deux quais encadrant deux voies. Dans le prolongement de la station, se situe un tiroir de retournement à double voie avec aiguillage permettant le retournement des rames.
- La station Gare de Pont Rousseau, qui constitue le terminus le plus au sud de la ligne, est composée de deux quais encadrant trois voies numérotées A, B et C. Avant la station, un aiguillage permet aux rames d'emprunter la bonne voie lors de leur départ. Cette station a été ouverte le 27 août 2007 lors de l'inversion des lignes 2 et 3 au sud-Loire.

### Les terminus partiels

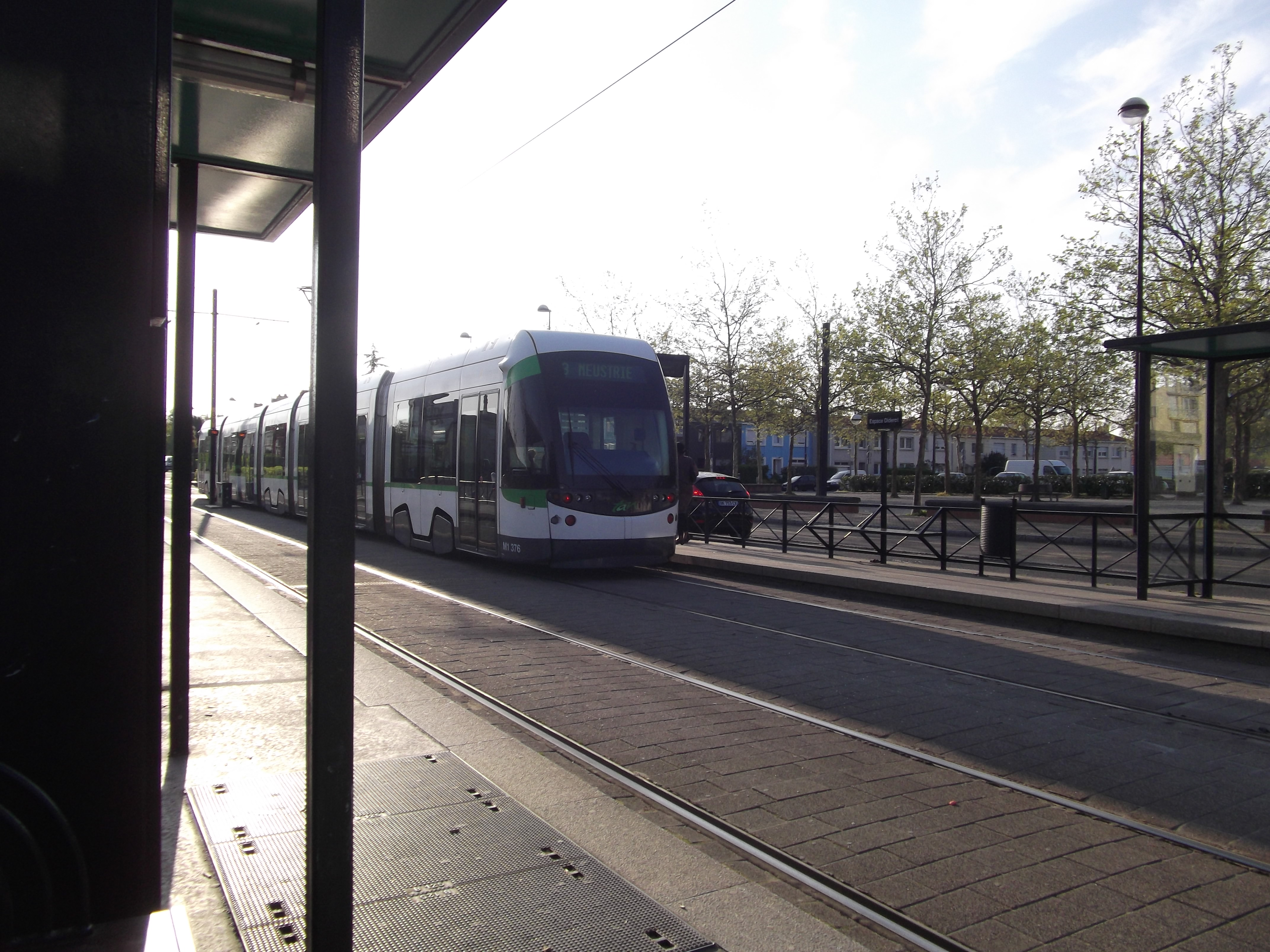
La station et terminus partiel Espace Diderot.

La ligne 2 compte deux terminus partiels supplémentaires, qui utilisent les mêmes quais aussi bien pour les rames y faisant terminus que celles ne faisant qu'y passer :
- La station Hôtel Dieu, qui constitue le seul terminus partiel de la ligne situé en plein centre-ville, est composée de deux quais encadrant deux voies. Entre cette station et Aimé Delrue, une voie centrale composée de plusieurs aiguillages permet le retournement des rames. Ce terminus est uniquement utilisé par les renforts d'heures de pointe qui effectuent des départs supplémentaires entre Orvault ─ Grand Val et Hôtel Dieu.
- La station École Centrale ─ Audencia, qui constitue le terminus partiel le plus au nord de la ligne, est composée de deux quais encadrant deux voies. Après la station, en direction d'Orvault ─ Grand Val, un tronçon supplémentaire à voie unique continue tout droit dans la route de la Jonelière, afin que les rames fassent leur demi-tour avant de changer de voie en utilisant l'aiguillage situé entre ce tronçon et la station[6]. Ce terminus partiel est très rarement utilisé, excepté par l'un des premiers services le matin vers Orvault ─ Grand Val.

La ligne 2 emprunte également les infrastructures de la ligne 3 entre Pont Rousseau ─ Martyrs et Neustrie, pour rentrer au dépôt de la Trocardière ou assurer des services supplémentaires sur ce tronçon le matin et le soir :
- La station Espace Diderot, qui constitue le premier terminus partiel sur la ligne 3, est composée de deux quais encadrant deux voies. Au niveau de la station suivante Trocardière, un aiguillage permet aux rames d'accéder au dépôt situé juste à côté. Ce terminus est uniquement utilisé lorsque les rames entrent ou sortent du dépôt, ce qui permet de commercialiser les haut-le-pied de la ligne afin d'éviter que des rames ne circulent à vide[8].
- La station Neustrie (terminus de la ligne 3), qui constitue le second terminus partiel sur la ligne 3, est composée de deux quais encadrant deux voies. Cette station est desservie par les trois premiers départs et la dernière arrivée de la ligne 2, avant et après les premiers et derniers services de la ligne 3.

### Dépôt de la Trocardière
Les rames sont remisées au dépôt de la Trocardière, situé à Rezé à côté de la station Trocardière et de la salle du même nom, et ouvert à l'occasion de la mise en service de la ligne.

## Schéma de la ligne

### Tracé

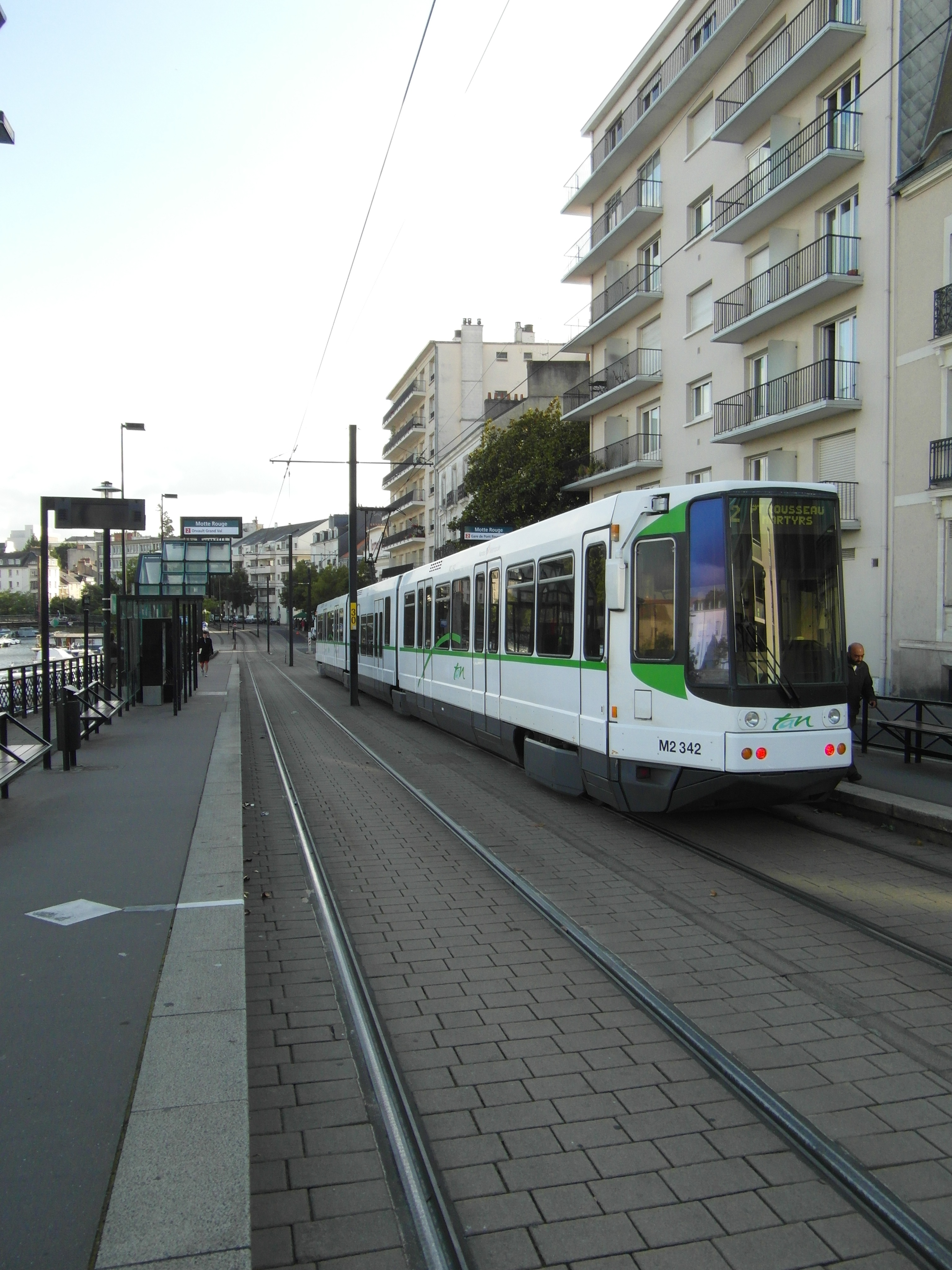
Une TFS à la station Motte Rouge.

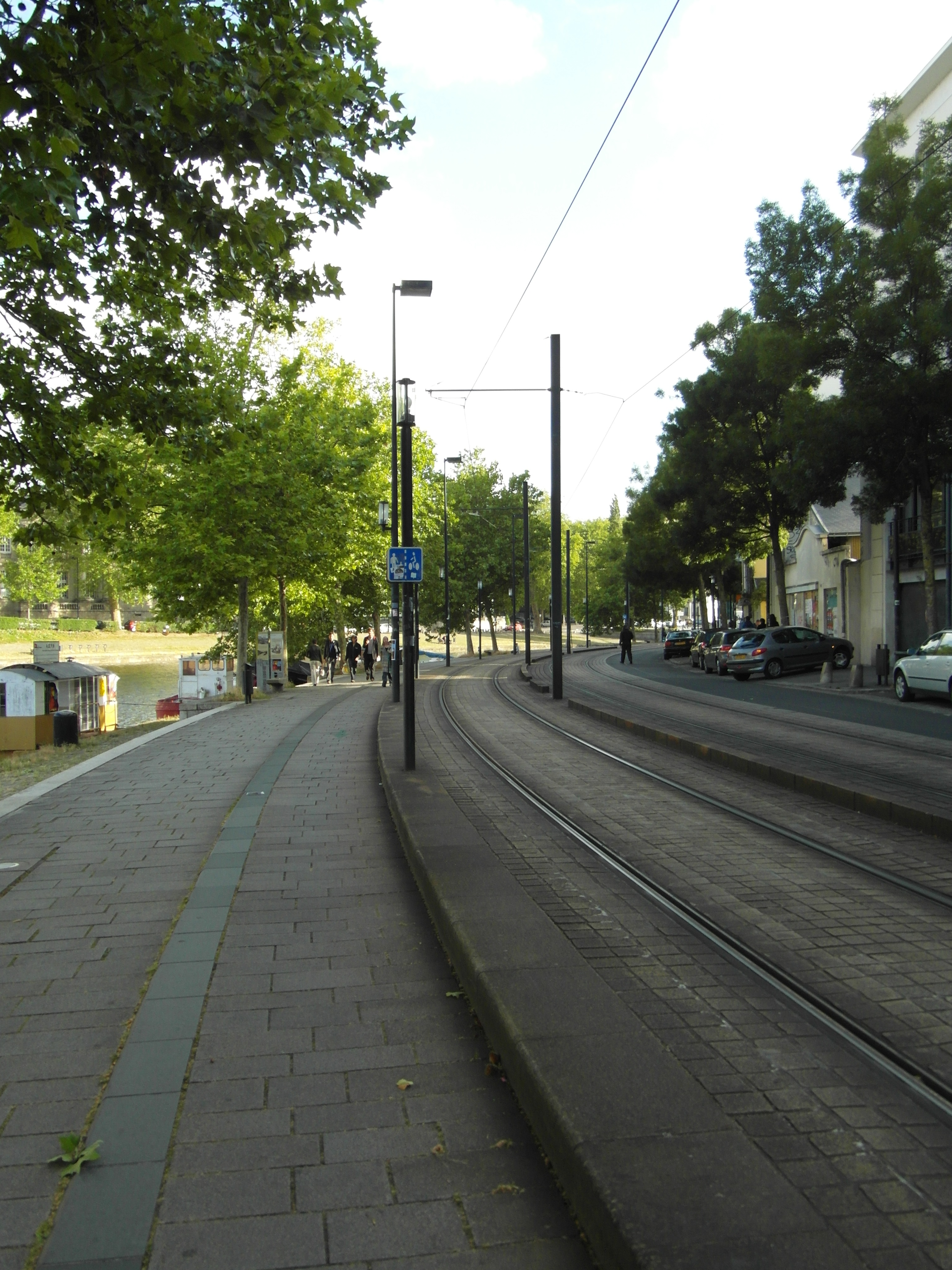
La ligne longe l'Erdre sur le quai de Versailles.

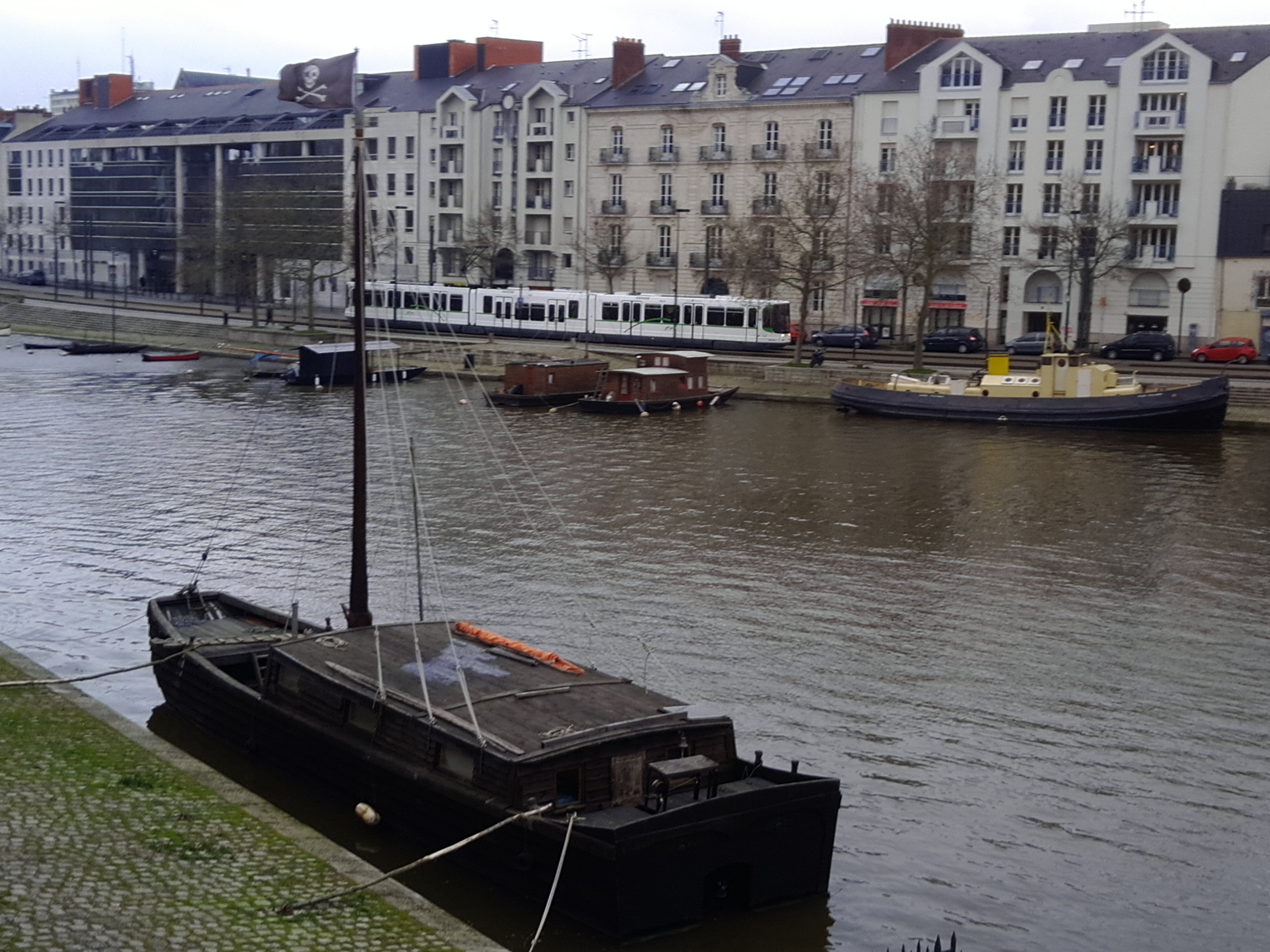
Une TFS sur le quai de Versailles.

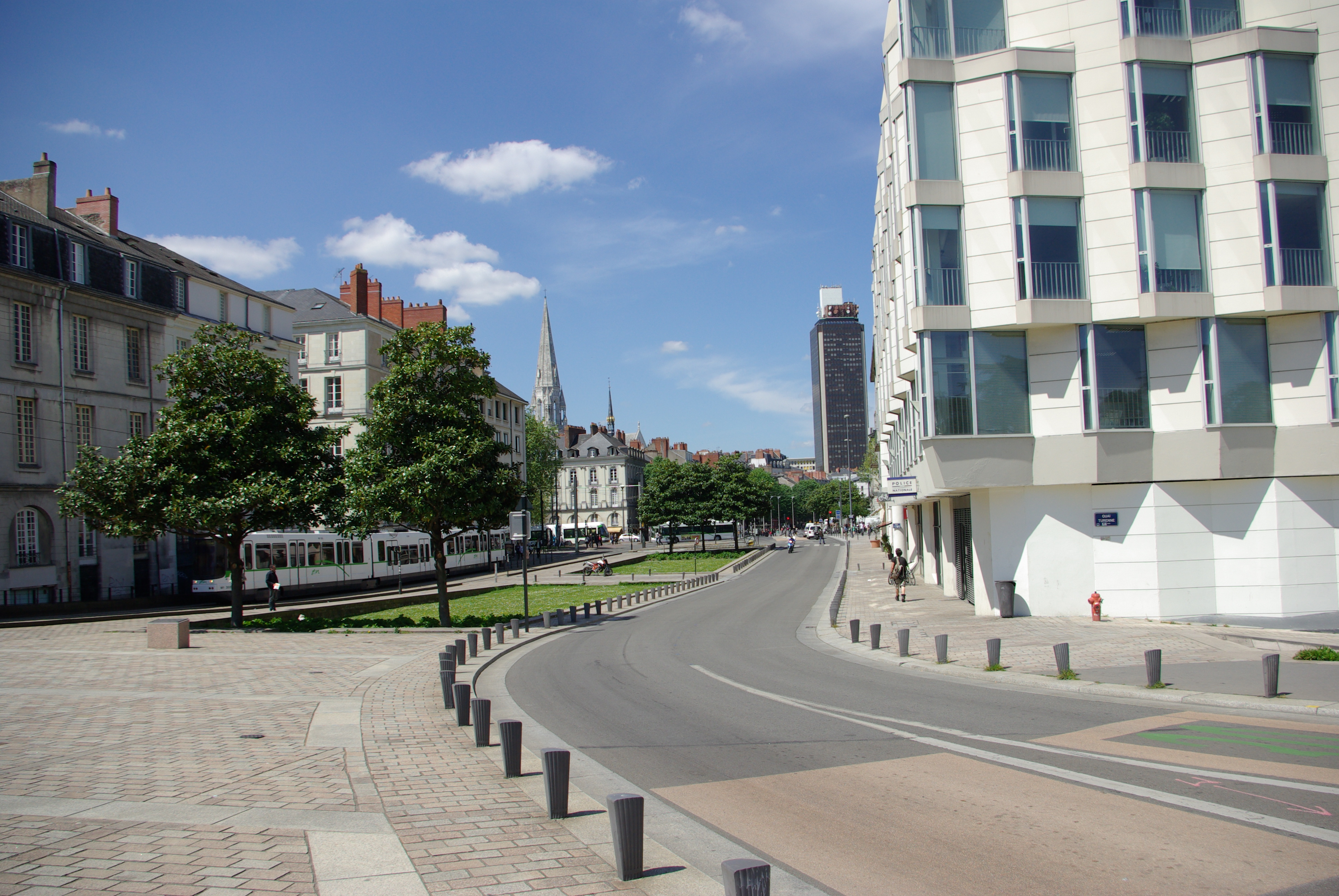
Le cours Olivier-de-Clisson avec les voies de la ligne à gauche.

Les rames partent du terminus nord Orvault ─ Grand Val puis suivent le boulevard Mendès France avant de bifurquer vers la gauche en direction du pôle d'échanges Le Cardo. La ligne emprunte ensuite le boulevard René-Cassin, puis tourne à droite dans la route de La Chapelle-sur-Erdre après la station René Cassin, puis à gauche dans la rue Eugène Thomas afin de rejoindre la station Chêne des Anglais. Les rames tournent ensuite à gauche dans la rue des Renards, desservent la station Santos Dumont, puis reprennent la rue des Renards en effectuant un léger virage sur la droite. Le tronçon deviens alors un « site banal » et les rames côtoient la circulation générale jusqu'à la station Boissière, avant d'effectuer un virage à gauche en suivant toujours la rue des Renards, puis en rattrapant la rue de la Bourgeonnière à la station Bourgeonnière. Les rames rejoignent ensuite la station Recteur Schmitt, puis suivent la rue Recteur Schmitt puis la route de la Jonelière jusqu'à la station Facultés, avant d'effectuer un virage à gauche dans le boulevard Guy Mollet. Les rames empruntent ensuite le boulevard du Petit-Port, dépassent l'entrée de l'ancien dépôt de la Morrhonnière de l'ancien tramway de Nantes sur la gauche, puis entrent dans le boulevard Michelet. Après la station Saint-Félix, les rames effectuent un léger virage à gauche pour emprunter le boulevard Amiral-Courbet jusqu'à rejoindre l'entrée du pont Général-de-la-Motte-Rouge, avant de tourner à droite sur le quai de Versailles qui longe l'Erdre. Les rames retrouvent ensuite le cours des 50-Otages qu'elles suivent jusqu'à la station Commerce située à côté de l'allée Cassard, en rejoignant la ligne 3 au niveau de la place de l'Écluse.
La ligne continue ensuite tout droit sur le cours Olivier-de-Clisson, en croisant la ligne 1 à la « Croisée des trams » puis en traversant le cours Franklin Roosevelt et l'allée Duguay-Trouin. Elle traverse ensuite le boulevard Jean-Philippot, croise la place Alexis-Ricordeau à gauche, puis longe le boulevard Jean-Monnet et l'Hôtel-Dieu situé à sa droite jusqu'au pont Général-Audibert qu'elle emprunte. La ligne traverse ensuite l'Île de Nantes du nord au sud via le boulevard des Martyrs-Nantais-de-la-Résistance, en croisant la ligne 5 au niveau des boulevards Vincent-Gâche et Babin-Chevaye. Les rames rejoignent ensuite la place Victor-Mangin avant d'emprunter le pont de Pirmil pour rejoindre le pôle d'échanges Pirmil sur la place du même nom. Elles empruntent ensuite le pont des Bataillons FFI pour traverser la Sèvre Nantaise, puis suivent l'avenue de la Libération avant d'effectuer un virage à droite vers la gare de Rezé-Pont-Rousseau, terminus de la ligne.

### Liste des stations
Le tableau ci-dessous présente la liste des 25 stations de la ligne du nord au sud. Les terminus sont indiqués en gras.
|  |   |  |  |  | Station                   | Lat/Long                    | Communes | P+R | Correspondances Tan       | Correspondances Aléop                                   |  |
|  | - |  |  |  | ------------------------- | --------------------------- | -------- | --- | ------------------------- | ------------------------------------------------------- |  |
|  | o |  |  |  | Orvault ─ Grand Val       | 47° 15′ 43″ N, 1° 35′ 32″ O | Orvault  |     | 50 79 89                  |                                                         |  |
|  | o |  |  |  | Le Cardo                  | 47° 15′ 43″ N, 1° 35′ 03″ O | Orvault  | oui | C2 50 59 89               | 300 309 310 311 322 324                                 |  |
|  | o |  |  |  | René Cassin               | 47° 15′ 51″ N, 1° 34′ 34″ O | Nantes   | oui | C2 50 96                  |                                                         |  |
|  | o |  |  |  | Chêne des Anglais         | 47° 15′ 41″ N, 1° 34′ 24″ O | Nantes   |     | C2 96                     |                                                         |  |
|  | o |  |  |  | Santos Dumont             | 47° 15′ 34″ N, 1° 34′ 05″ O | Nantes   | oui | 96                        |                                                         |  |
|  | o |  |  |  | Boissière                 | 47° 15′ 18″ N, 1° 33′ 57″ O | Nantes   |     | 96                        |                                                         |  |
|  | o |  |  |  | Bourgeonnière             | 47° 15′ 12″ N, 1° 33′ 35″ O | Nantes   |     | 26 86                     |                                                         |  |
|  | o |  |  |  | Recteur Schmitt           | 47° 15′ 07″ N, 1° 33′ 10″ O | Nantes   | oui | 26 66 75 80 86 E5         | 348                                                     |  |
|  | o |  |  |  | École Centrale – Audencia | 47° 14′ 55″ N, 1° 33′ 04″ O | Nantes   |     | C20 66 75 80 E5           |                                                         |  |
|  | o |  |  |  | Facultés                  | 47° 14′ 45″ N, 1° 33′ 19″ O | Nantes   |     | 75                        |                                                         |  |
|  | o |  |  |  | Morrhonnière ─ Petit Port | 47° 14′ 30″ N, 1° 33′ 23″ O | Nantes   |     | 26                        |                                                         |  |
|  | o |  |  |  | Michelet ─ Sciences       | 47° 14′ 07″ N, 1° 33′ 24″ O | Nantes   |     | 10 23                     | 348 360                                                 |  |
|  | o |  |  |  | Saint-Félix               | 47° 13′ 53″ N, 1° 33′ 24″ O | Nantes   |     |                           |                                                         |  |
|  | o |  |  |  | Motte Rouge               | 47° 13′ 40″ N, 1° 33′ 15″ O | Nantes   |     |                           |                                                         |  |
|  | o |  |  |  | Saint-Mihiel              | 47° 13′ 24″ N, 1° 33′ 12″ O | Nantes   |     |                           |                                                         |  |
|  | o |  |  |  | 50 Otages                 | 47° 13′ 12″ N, 1° 33′ 21″ O | Nantes   |     | C2 12 23                  |                                                         |  |
|  | o |  |  |  | Place du Cirque           | 47° 13′ 01″ N, 1° 33′ 26″ O | Nantes   |     | C1 C2 C6 11 12 23         | 300 309 310 311 320 322 346 348 360 371                 |  |
|  | o |  |  |  | Commerce                  | 47° 12′ 49″ N, 1° 33′ 21″ O | Nantes   |     | 1 3 C2 C3 11 26 54        |                                                         |  |
|  | o |  |  |  | Hôtel Dieu                | 47° 12′ 43″ N, 1° 33′ 12″ O | Nantes   |     | 3 C2 C3                   | 300 301 309 310 311 312 320 322 346 350 360 370 371 380 |  |
|  | o |  |  |  | Aimé Delrue               | 47° 12′ 33″ N, 1° 33′ 01″ O | Nantes   |     | 3                         |                                                         |  |
|  | o |  |  |  | Vincent Gâche             | 47° 12′ 23″ N, 1° 32′ 54″ O | Nantes   |     | 3 5                       |                                                         |  |
|  | o |  |  |  | Wattignies                | 47° 12′ 14″ N, 1° 32′ 47″ O | Nantes   |     | 3                         |                                                         |  |
|  | o |  |  |  | Mangin                    | 47° 12′ 06″ N, 1° 32′ 42″ O | Nantes   |     | 3 26                      |                                                         |  |
|  | o |  |  |  | Pirmil                    | 47° 11′ 46″ N, 1° 32′ 34″ O | Nantes   | oui | 3 C4 C9 27 28 36 38 42 E8 | 301 303 312 331 362 370 380                             |  |
|  | o |  |  |  | Gare de Pont Rousseau     | 47° 11′ 35″ N, 1° 32′ 57″ O | Rezé     |     |                           |                                                         |  |

## Exploitation

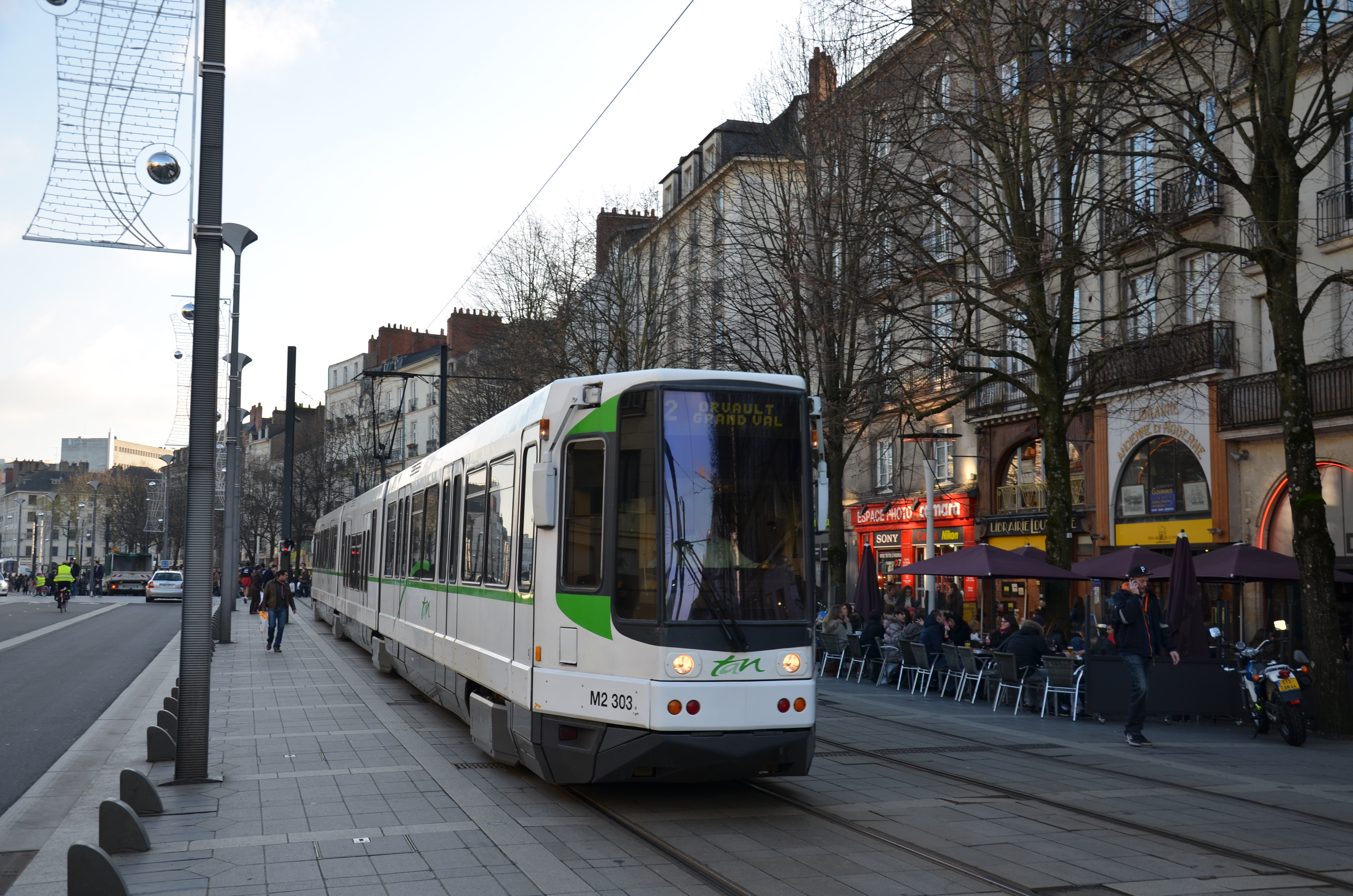
Une TFS venant de quitter la station Commerce

### Principes de la desserte
La ligne fonctionne toute l'année (sauf le 1er mai) du lundi au samedi de 4 h 5 à 0 h 30 et jusqu'à 2 h 30 le vendredi et samedi (un tramway toutes les 10 à 15 minutes le matin, toutes les 3 à 8 minutes en journée, toutes les 10 minutes en soirée et toutes les 30 minutes en service de nuit après 22 h 30), et le dimanche et jours fériés de 5 h 5 à 0 h 30 (un tramway toutes les 40 à 60 minutes le matin, toutes les 15 à 20 minutes en journée, toutes les 20 minutes en soirée et toutes les 30 minutes en service de nuit après 22 h 30).
Le matin, les premiers départs s'effectuent à Pont Rousseau ─ Martyrs (en direction de Orvault ─ Grand Val) puisque les haut-le-pied depuis le dépôt de la Trocardière de la ligne empruntent le tronçon de la ligne 3 entre Trentemoult et Pont Rousseau ─ Martyrs. Puis, 3 départs de Neustrie (terminus de la ligne 3) sont effectués par des rames de la ligne en direction de Orvault ─ Grand Val avant les premiers départs de la ligne 3. Les derniers départs s'effectuent aux terminus Gare de Pont Rousseau (du lundi au jeudi) ou Orvault ─ Grand Val (du vendredi au dimanche) et le dernier service de la ligne est prolongé jusqu'à Neustrie afin d'assurer la dernière desserte de cette station avant la fin de service.
En heures de pointe de semaine, des départs supplémentaires sont effectués entre Orvault ─ Grand Val et Hôtel Dieu afin de renforcer la fréquence en centre-ville, mais aussi en direction des campus universitaires nantais.
Pour rentrer ou sortir du dépôt de la Trocardière (situé sur le tracé de la ligne 3), certains services de la ligne 2 empruntent le tronçon sud de la ligne 3 jusqu'à (ou depuis) la station Espace Diderot. Ces services sont ouverts au voyageurs, ce qui permet d'éviter aux rames de circuler à vide aux prises et fin de services.

### Temps de parcours moyens
Les temps de trajets indicatifs (arrondis à 5 minutes près) de la ligne 2 depuis la station Orvault ─ Grand Val sont :
- de 15 minutes jusqu'à École Centrale ─ Audencia ;
- de 20 minutes jusqu'à Michelet ─ Sciences ;
- de 30 minutes jusqu'à Commerce et Hôtel Dieu ;
- de 35 minutes jusqu'à Pirmil ;
- de 40 minutes jusqu'à Gare de Pont Rousseau.

La durée d'un trajet entre deux stations est de 2 minutes en moyenne.

### Matériel roulant
La ligne 2 est exploitée par la SEMITAN avec des GEC-Alsthom TFS et des Adtranz / Bombardier Incentro.
Avant les travaux d'adaptation du dépôt de la Trocardière réalisés pendant l'été 2024, la ligne était uniquement exploitée avec des GEC-Alsthom TFS, les seules rames que ce dépôt pouvait accueillir. Depuis, le dépôt est en capacité d'accueillir des rames Adtranz / Bombardier Incentro et CAF Urbos 3. Pour cela, les postes de sablage ont été modifiés et du fait que ces deux générations ont une majorité de composants sur leur toit, des passerelles ont été ajoutées.

## Tourisme

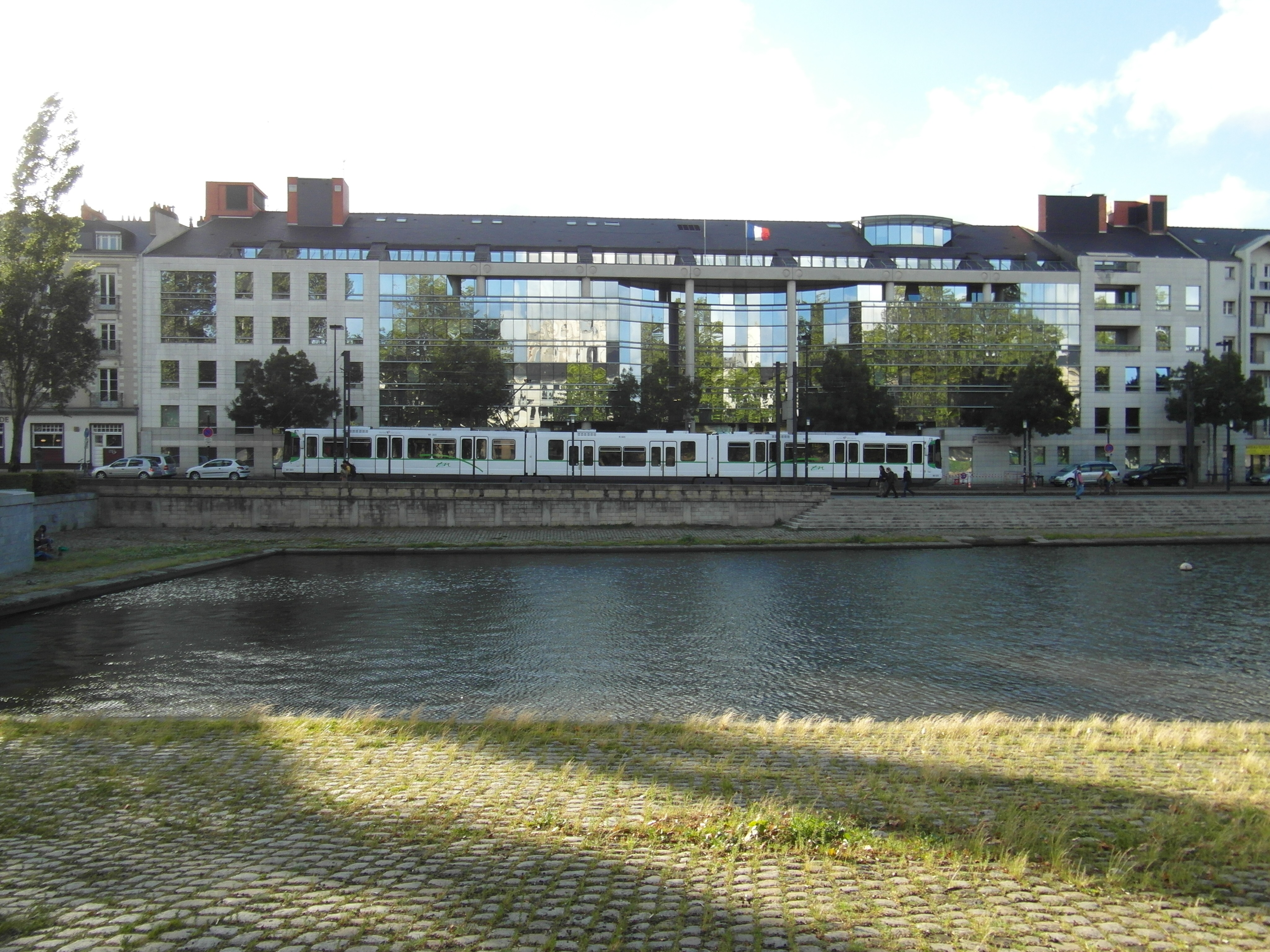
Une TFS sur le quai de Versailles.

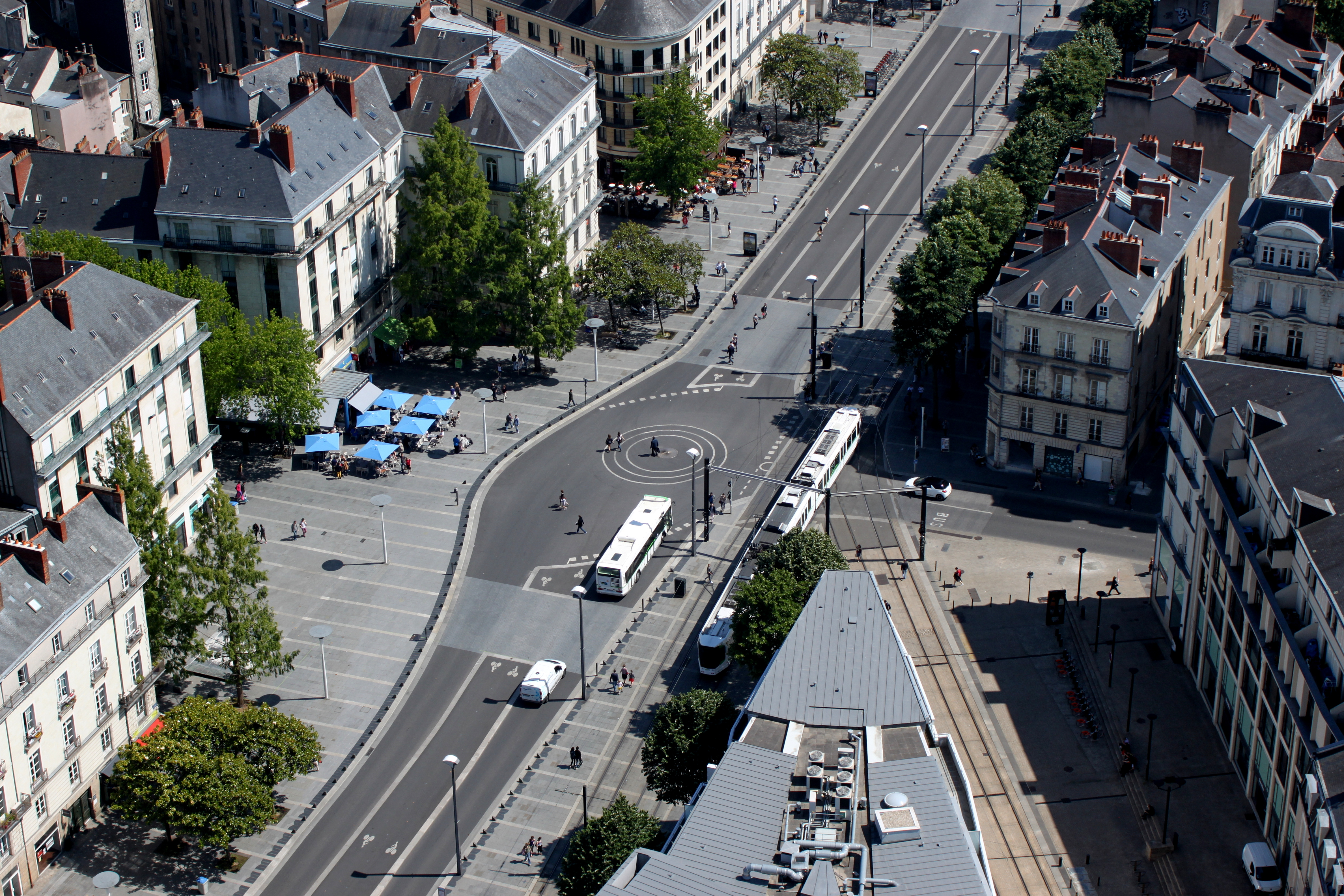
Une TFS sur la ligne 2 au croisement des lignes 2 et 3 sur la place de l'Écluse.

La ligne 2 dessert, du nord au sud, les lieux d'attraction et monuments suivant :
- la zone et le centre commercial Grand Val ;
- le quartier Nantes Nord ;
- le centre de détention de Nantes ;
- la médiathèque Luce-Courville ;
- le campus du Tertre et ses établissements (Université de Nantes, IAE Nantes, École Centrale de Nantes, Ifremer, Audencia...) ;
- le centre de loisirs du Petit Port et la piscine, la patinoire, le camping, le mini-golf et l'hippodrome ;
- le quai et l'Île de Versailles aux bords de l'Erdre ;
- le pont Saint-Mihiel ;
- le cours et le monument aux 50-Otages ;
- le centre-ville de Nantes ;
- l'Île Feydeau ;
- l'Hôtel-Dieu (un établissement du CHU de Nantes) ;
- l'Île de Nantes ;
- la place Pirmil ;
- l'hôpital Saint-Jacques (un établissement du CHU de Nantes) ;
- la gare de Rezé-Pont-Rousseau.

## Projets
Une interconnexion est en projet avec la ligne 1 au nord de l'agglomération, à partir de la station Recteur Schmitt. La desserte entre Morrhonnière ─ Petit Port et Haluchère ─ Batignolles se fera par l'intermédiaire de ce nouveau tronçon sera donc communs aux deux lignes, dont le premier segment sur la ligne 1 a été mise en service le 1er octobre 2012 entre Haluchère ─ Batignolles et Ranzay. Avec le lancement des 3 nouvelles lignes de tramway, c'est finalement la future ligne 6 qui empruntera cette connexion (et non pas les lignes 1 et 2 comme prévu initialement).